# 데린쿠유

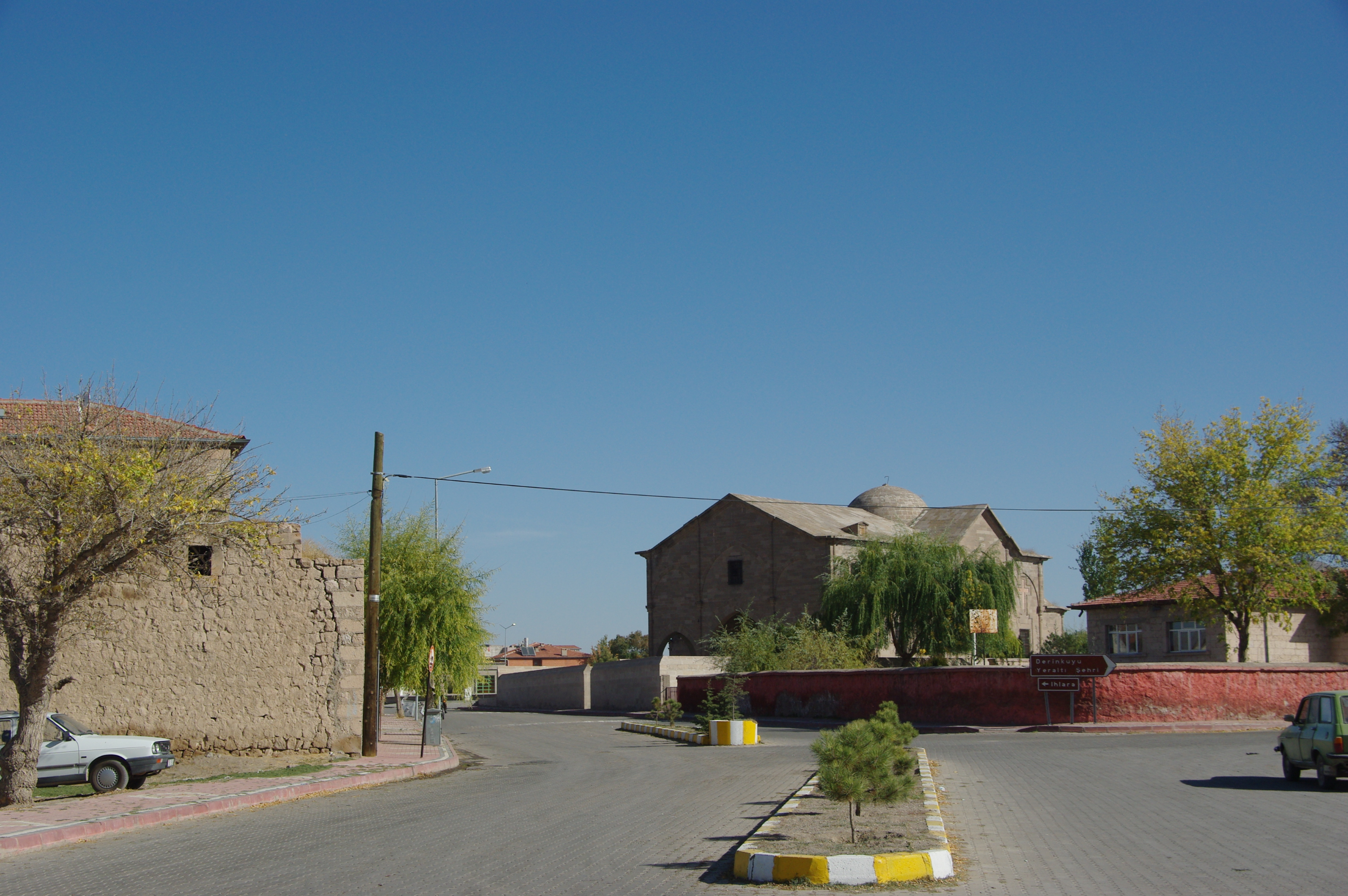

데린쿠유(Derinkuyu)는 튀르키예 네브셰히르주에 있는 마을이다. 이곳에서 데린쿠유 지하도시가 발견되었다.

## 같이 보기
- 데린쿠유 지하도시